# Cirák
Cirák község Győr-Moson-Sopron vármegyében, a Kapuvári járásban található.

## Fekvése
Magyarország északnyugati részén, Kapuvártól 16 kilométerre délre helyezkedik el, a Rábaköz nyugati peremén, Vas vármegye határa mellett.
Mindössze három települési szomszédja van: észak felől Gyóró (amellyel a belterületeik mára szinte össze is nőttek), kelet felől Beled, dél felől pedig Dénesfa; nyugati irányból ez utóbbihoz tartozó lakatlan külterületek határolják.

### Megközelítése
A település központján kelet-nyugati irányban a Beledtől Nagycenk térségéig húzódó 8612-es út halad keresztül, amelybe itt csatlakozik bele észak felől a Kapuvártól induló 8613-as út és itt ágazik ki belőle dél felé a Répceszemere-Bük érintésével Zsiráig vezető 8614-es út. E három útvonal segítségével a község minden égtáj irányából könnyen megközelíthető.
Az ország távolabbi részei felől leginkább a 86-os főút vagy az M86-os autóúton, esetleg a Kapuvár–Celldömölk közti 8611-es úton közelíthető meg, mindháromról Beled térségében kell letérni.
Vasútvonal nem érinti, a két legközelebbi vasúti csatlakozási lehetőséget a Hegyeshalom–Porpác-vasútvonal Beled vasútállomása és Dénesfa megállóhelye kínálja, mindkettő nagyjából 4,5-5 kilométerre van Ciráktól, előbbi keleti, utóbbi délkeleti irányban.

## Története

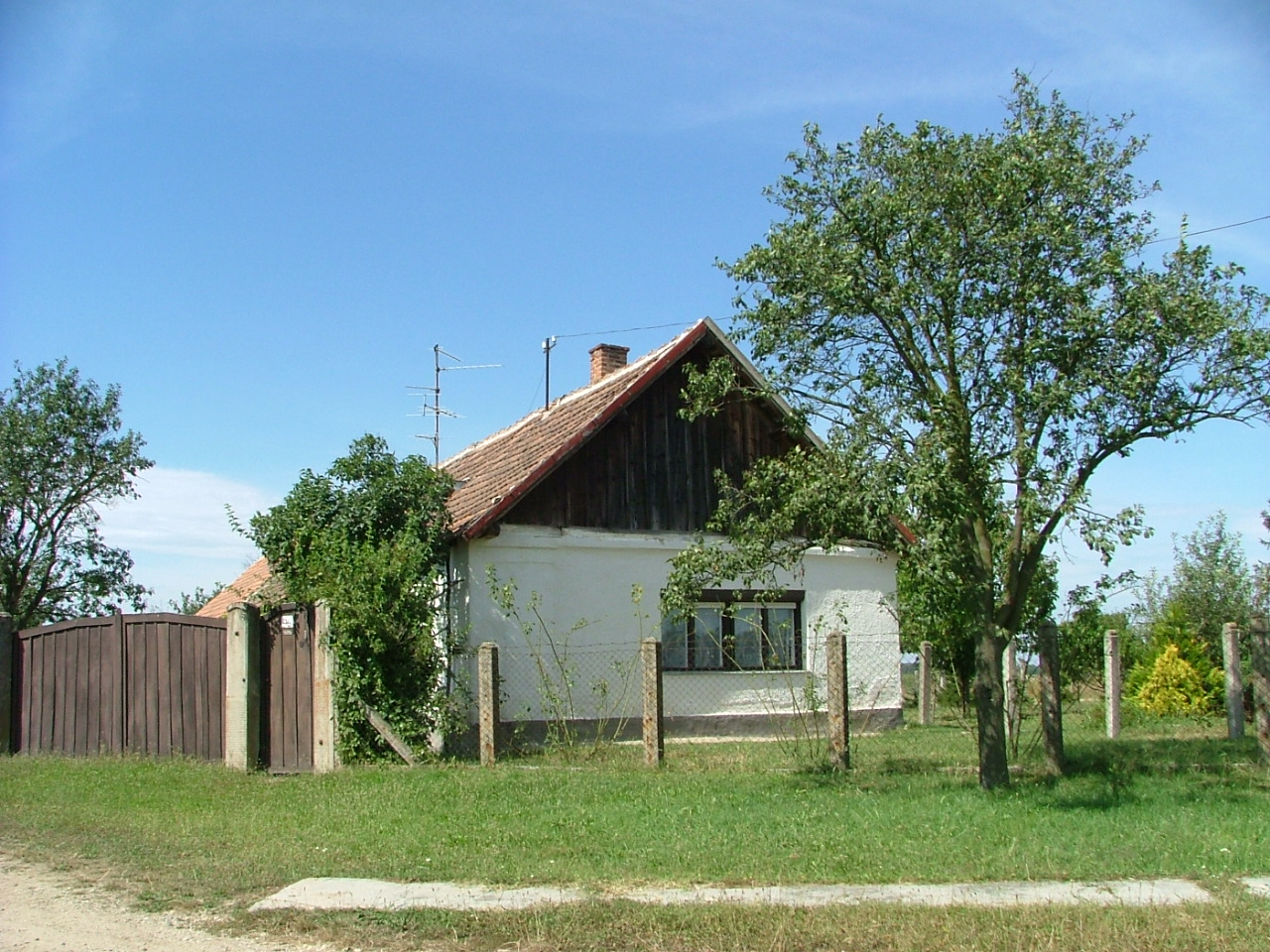
Régi parasztház

A falu első ismert pecsétje 1775-ből való, ovális. poncolt vonallal határolt, amelyen két mezei virág között jobbra néző lebegő ekevas  látható. Felette felirat helyett egy nagy C betű állt. A monda szerint II. Béla király idejében tűnt fel vitézségével a Vezekeny nemzetség egyik tagja Vezekényi  Zyriacus a cirákiak őse. A családban élő hagyomány alapján Zyriacus vitézsége jutalmául királyi adományként kapta birtokát a Szemere és Gyóró között húzódó Székás nevű királyi erdő területéből,  melyet róla  neveztek el mint első tulajdonosról.
A  település neve írásos alakban először 1265-ben fordul elő  „Terra Zyrak” alakban. Az elnevezés előzményét kereshetjük szláv nyelvekben is, pl. a bolgár сирак, cseh sirotek, horvát siroče, orosz сирота, szerb сироче, szlovák és szlovén sirota (árva) szóban, valószínűbbnek látszik azonban a magyar eredet. A cirák kifejezés jelentése a magyarban: csíra, ivadék, sarj. A község a „Czirákyak”  tulajdonában volt. A család tagjai kezdettől fogva vezető szerepet töltöttek be a falu életében. Soha-sem voltak kizárólagos urai a határnak, hanem mások is szereztek itt kisebb nagyobb területet, Cziráky György halála után (1544) özvegye két újabb házassága révén Eszéky Pál (1546-1551), majd Káldy Albert (1552-1557) lett a birtokosa. Emiatt a Cziráky örökösök sokat pereskedtek, s elzálogosították birtokaikat, a terület birtokosai a Cziráky, a Berta, a Bors és a Dőry családok. A török elől menekülve 1545-ben három nemes és három jobbágycsalád  telepedett meg.
Az 1500-as évek vége felé protestáns lelkészség és hat nemesi kúria van a községben. A XVI. és XVII. században családi kapcsolatok révén vagy zálogjogon birtokokat szerez többek között: Niczky Boldizsár,  Már János,  Zámbó  György. 1704-ben Cziráky László 70 évre elzálogosítja a falut Zellinger Mátyásnak. 1765 körül váltja vissza a tönkrement és feldarabolódott birtok túlnyomó részét, de a Berta, Bors, Nagy, Németh és Soós nevű egytelkes nemesek kezén mégis maradt kisebb kuriális nemesi birtokrész. Az 1785. évi népszámlálás idején a községnek a Czirákyak és néhány kisnemes a tulajdonosa. Lakosainak száma 577 fő volt.
Az 1848–49-es forradalom és szabadságharcban 7 ciráki harcolt. 1854-ben megtörtént a földosztás. A  jobbágytelkek a volt jobbágyok tulajdonába kerültek. A földkiosztást, illetve kataszteri térképet Mészöly Ignác földmérnök készítette. A jobbágytelkeket a gyengébb talajokból mérette ki az uraság, a jobb földeket (például a Répce jobb oldalán a Szigeti földeket) megtartotta magának.  A lakosság ebben az időszakban földművelésből és állattenyésztésből élt. Megélhetésüket csak szűkösen  tudták biztosítani, ezért a családok egyes tagjai a könnyebb megélhetés miatt más-más úton próbáltak segíteni. A leányok a városokba mentek háztartási alkalmazottnak (cselédnek), férfiak közül néhányan Amerikába mentek szerencsét próbálni. Hazatértük után a falu módosabb polgárai lettek. Házat építettek, állatokat és gazdasági felszereléseket vásároltak. Mások úgy próbáltak megélhetéshez jutni, hogy vásárokba jártak és kereskedéssel foglalkoztak. Az adás-vétellel járó huncutságok „veszett” hírét keltették a falunak. A szomszédos vármegyékben is ismerték a „ciráki kupecokat”.
A  község 1933-ban artézi kutat fúratott. Az I. világháborúban 24, a II. világháborúban 27 fő ciráki vesztette életét.
Az 1948-ban államosított iskola elődje két tantermes, két nevelőt foglalkoztató egyházi iskola volt. Az államosítás után a következő évben kezdődött meg a szakrendszerű oktatás három  tanítóval. A szomszédos Gyóró és Dénesfa községek kis tanulólétszáma miatt, akik Cirákra jártak, 1952-ben az iskolát négy  tantermesre bővítették.
A község villamosítása 1950-re befejeződött. Kilenc taggal 1951-ben megalakult a „Jobblét”  termelőszövetkezeti csoport. Egyénileg művelték a földjeiket, a termelt javakat közösen értékesítették. A kezdetlegessége, és az a tény, hogy tagjai nem érezték magukénak, 1956-ban megszűnését eredményezte. A község vezetői és lakossága úgy határozott, hogy művelődési otthont kell építeni. Erre 1959-ben került sor.  Mivel a községből tömegközlekedéssel csak autóbusszal lehet kijutni, 1963-ban fedett autóbusz megállót építettek társadalmi munkában, majd a községi járdák betonozása következett. Elődeiktől nem sok mindent örököltek, ezért orvosi rendelőt és postaépületet is kellett építeni. Az ÁFÉSZ 1967-ben presszót létesített a községben, átalakíttatta a vegyesboltot, majd a vendéglőt.
A település lakosságának száma ma fogyó tendenciát mutat. A jelenlegi létszámhoz képest 15 évvel ezelőtt még 714 főt számlált. A  valaha Gyóróval és Dénesfával egy körjegyzőséget alkotó falu az elmúlt évtizedekben Beled nagyközségi közös tanács egyik társközsége volt. Az egykori körzeti iskola is Beled tagiskolája lett.  A  körzetesítések az itt élő emberekben kellemetlen emlékként hatnak még ma is. Az önálló önkormányzat az infrastrukturális lemaradások lefaragását célozta meg. Kiépült a közös közigazgatás idején elkezdett ivóvíz hálózat. Megépült a vezetékes gázhálózat. Kibővült a telefonhálózat, s a lakások 3/4-e a távhívó hálózatba bekapcsolást nyert.

## Közélete

### Polgármesterei
- 1990–1994: Koltai János (független)[7]
- 1994–1998: Koltai János (független)[8]
- 1998–2002: Gálos László Mihályné (független)[9]
- 2002–2006: Kovács Ferenc (független)[10]
- 2006–2010: Tóth Sándor József (független)[11]
- 2010–2014: Tóth Sándor József (független)[12]
- 2014–2019: Tóth Sándor József (független)[13]
- 2019–2020: Tóth Sándor József (független)[14]
- 2020–2024: Tóth Sándor József (független)[15]
- 2024– : Lukácsi Gyula (független)[1]

A településen 2020. október 11-én időközi polgármester-választást (és képviselő-testületi választást) kellett tartani, mert a képviselő-testület 2020. július 9-én feloszlatta magát. A választáson a hivatalban lévő polgármester is indult, és meg is nyerte azt.

## Népesség
A település népességének változása:
| Lakosok száma | 575  | 577  | 582  | 535  | 528  | 530  | 519  |
|               | 2013 | 2014 | 2015 | 2021 | 2022 | 2023 | 2024 |

A 2011-es népszámlálás során a lakosok 92%-a magyarnak, 2,7% cigánynak, 0,7% németnek, 0,7% románnak mondta magát (8% nem nyilatkozott; a kettős identitások miatt a végösszeg nagyobb lehet 100%-nál). A vallási megoszlás a következő volt: római katolikus 80,7%, református 0,9%, evangélikus 3,4%, görögkatolikus 0,2%, felekezeten kívüli 1,5% (12,8% nem nyilatkozott).
2022-ben a lakosság 90,3%-a vallotta magát magyarnak, 0,6% németnek, 0,6% románnak, 0,2% szlovénnek, 1,1% egyéb, nem hazai nemzetiségűnek (9,5% nem nyilatkozott; a kettős identitások miatt a végösszeg nagyobb lehet 100%-nál). Vallásuk szerint 59,7% volt római katolikus, 3,4% evangélikus, 1,1% református, 0,2% ortodox, 0,6% egyéb keresztény, 3,4% egyéb katolikus, 1,9% felekezeten kívüli (29,7% nem válaszolt).

## Látnivalók

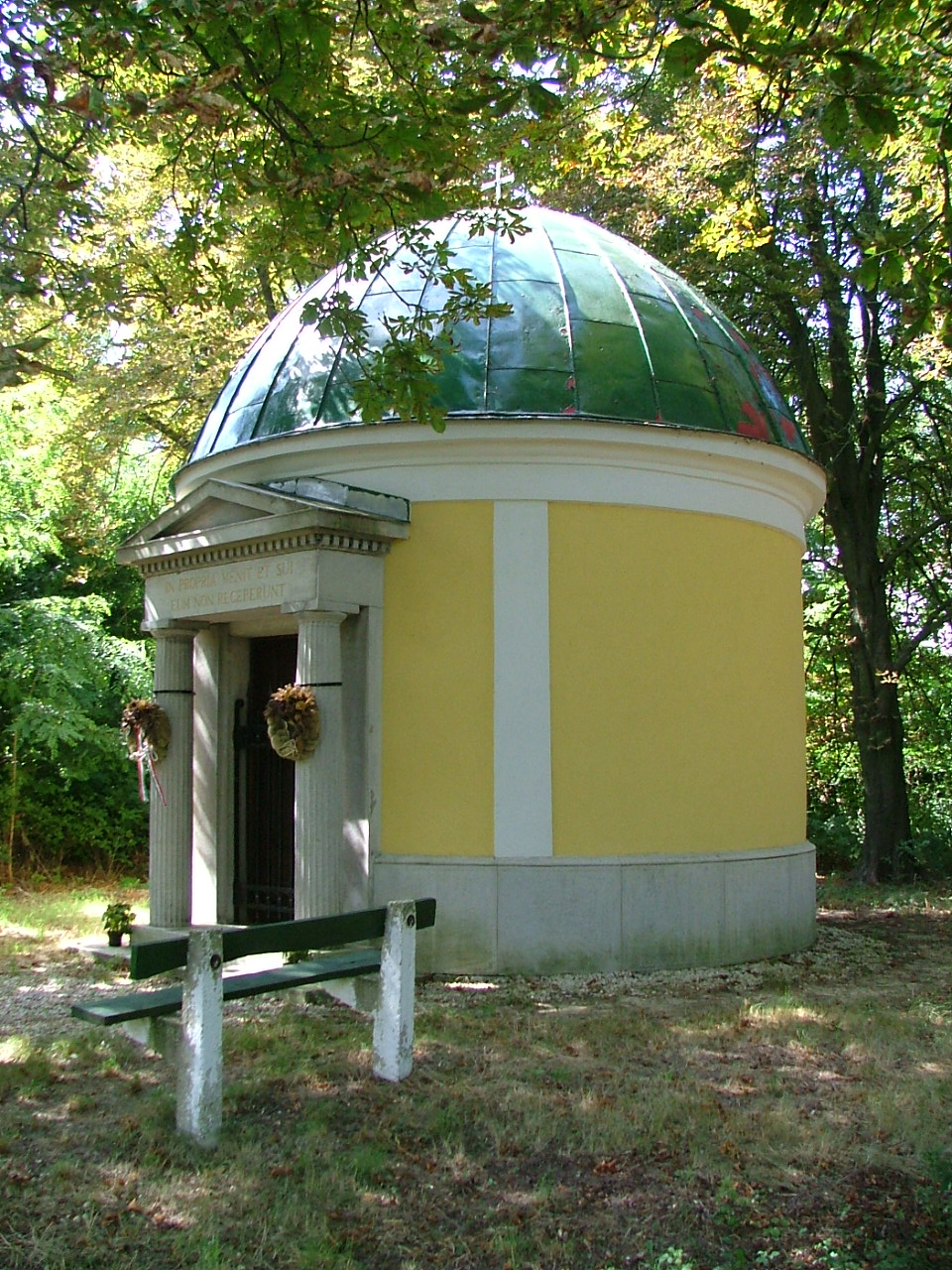
A Király-kápolna

A Szent Mihály-plébániatemplom jellege szerint egyhajós, el nem választott szentélyű középtornyos egyszerű  barokk épület észak-déli tájolással. Első ismert említése 1366-ból származik. A török háborúk és a labanc portyázások nagyon megviselhették a templomot, mert az 1713-as canonica visitatio jegyzőkönyve szerint romos, düledező állapotban volt. A  mai templom 1801 és 1810 között, a francia háborúk okozta nehézségek miatt meg-megakadva épült. Tervét Anreith János és György, valamint Ziegler János szombathelyi építőmesterek készítették. A mai toronysisak 1870-ben készült.
A Cirák és Dénesfa között álló Király-kápolna a trónfosztott és Svájcba űzött IV. Károly másodszori visszatérésének emlékét őrzi. Az 1921. október 20-án Svájcból indított akció, melynek célja az volt, hogy a magyar királypártiak – köztük a falu birtokosa – segítségével Károly ismét visszaszerezze a trónt, négy és fél órás repülőút után itt ért véget. Károly innen vasúton indult Budapest felé. A Budaörs melletti ütközet során elfogták, majd útja hajóval madeirai száműzetésbe vezetett. A repülőgépből múzeumi tárgy lett, ott pedig, ahol a gép leszállt, kápolnát emeltek az utolsó magyar király visszatérésének emlékére. A falu határában, a központjától Répceszemere és Bük érintésével Zsiráig húzódó 8614-es úttól mintegy 2 kilométerre nyugatra található.